# 高原百脉根
高原百脉根（学名：Lotus alpinus）为豆科百脉根属下的一个种。

## 扩展阅读
- 維基物種上的相關：高原百脉根